# Saüd ibn Abd-al-Aziz
Saüd ibn bd-al-Aziz (àrab: سعود بن عبد العزيز آل سعود, Saʿūd ibn ʿAbd-al-ʿAzīz Āl Saʿūd) (Kuwait, 15 de gener de 1902 - Atenes, 23 de febrer de 1969) va ser rei de l'Aràbia Saudita entre 1953 i 1964. Era fill del rei Abd-al-Aziz ibn Saüd, fundador del regne saudita.
Es va convertir en hereu al tron després de la mort del seu germà major, Turkí ibn Abd-al-Aziz (1900-1919), primogènit i hereu d'Abd-al-Aziz ibn Saüd, mort durant l'epidèmia de grip espanyola de 1919. La llei de successió es va canviar després de la mort de Turkí, de manera que el regne de Najd, i més tard tots els d'Aràbia Saüdita, passessin de germà a germà en lloc de pare a fill. Durant el seu regnat, la seva riquesa s'estimava a 10.000 milions de dòlars, en aquest moment era l'home més ric del món.

## Príncep
La primera missió política que va realitzar Saüd va ser a tretze anys, com a cap d'una delegació enviada pel seu pare a Qatar. Va dirigir la primera guerra contra Hail en 1921, i es va convertir en el líder de les tropes d'Aràbia Saüdita en la seva lluita contra Iemen. Va participar en vuit guerres abans d'arribar al tron. Abans de convertir-se en rei, Saüd, juntament amb el seu mig germà Fàisal, va tenir grans responsabilitats en l'establiment i funcionament de les terres dels Ibn Saüd. Poc després de la creació oficial de l'Aràbia Saüdita, va ser nomenat príncep hereu l'11 de maig de 1933, per davant de la resta dels seus germans. El 13 d'octubre de 1953 Saüd va ser nomenat Primer Ministre, i en aquest mateix any, quan Abdelaziz va morir, es va convertir en rei, restablint l'esclavitud per decret real.

## Regnat
Durant el seu regnat va ser responsable de la creació de nombrosos ministeris governamentals, i també de la creació de la Universitat Rei Saüd (rebatejada com a Universitat de Riad després de la seva abdicació) a Riad. Va tenir 53 fills i 56 filles, i va voler donar-los poder col·locant-los en llocs de govern. Això va molestar els seus germanastres, que pensaven que els fills de Saüd eren massa inexperts i van començar a témer que seleccionés al seu propi fill per succeir-li. Entre 1953 i 1964, el nomenament de vuit ministres eren en part per contenir les demandes de participació política entre els membres del llinatge real, però en 1957 va col·locar al seu fill Saüd Fahd en el Ministeri de Defensa, a Musaid en la Guàrdia Real, a Khalid en la Guàrdia Nacional i a Saad en la Guàrdia Especial. El perfil de govern no va tenir en compte les reivindicacions dels seus germans, ni tan sols les de Fàisal, el major. També va malbaratar grans summes dels fons estatals per a la seva pròpia família i els seus palaus, en un moment en què Aràbia Saüdita lluitava per pujar econòmicament.
Malgrat les relacions cordials amb Egipte que va tenir al començament del seu regnat amb la finalitat d'oposar-se als regnes Hachemitas de Jordània i l'Iraq, Saüd estava molest amb la influència d'Egipte al món àrab, la qual cosa va donar lloc a nombrosos errors diplomàtics, inclòs un suposat complot per assassinar Gamal Abdel Nasser. Saüd també va començar a recolzar les forces lleials a la Corona en la Guerra Civil yemenita, en la qual Egipte recolzava a forces republicanes.

## Lluita amb Fàisal
Després de la mort d'Abdulaziz va esclatar la lluita entre Saüd i Fàisal; Saüd no era adequat per succeir al seu pare i va ser extremadament incompetent quan es va convertir en rei. L'augment dels ingressos del petroli no va resoldre el problema financer associat als deutes que Saüd havia heretat del seu pare, estimades en 1953 en 200 milions de dòlars. De fet, aquest deute va augmentar a més del doble en 1958, quan va aconseguir 450 milions de dòlars. El riyal saudita va perdre la meitat del seu valor oficial enfront del dòlar. ARAMCO i els bancs internacionals van declinar les demandes de crèdit, així que Saüd va suspendre els pocs projectes que havia iniciat, encara que va continuar la seva despesa en luxosos palaus i 700 concubines.[5]
Saüd i Fàysal ibn Abd-al-Aziz van mantenir una batalla interna sobre la definició de les responsabilitats polítiques i la divisió de les funcions governamentals. A Saüd se l'associa, entre altres coses, amb el saqueig dels ingressos del petroli, els palaus luxosos i la conspiració dins i fora d'Aràbia Saüdita; i a l'inrevés, Fàisal s'associa amb la sobrietat, la pietat, el puritanisme, els coneixements financers i la modernització. El conflicte entre els dos germans va ser voluntat de Fàisal per posar fre al seu germà, la despesa d'Aràbia Saudita i per resoldre la crisi financera.
La batalla entre els dos germans es dirimia en el paper que s'assignés al Consell de Ministres. Saüd va suprimir el càrrec de Primer Ministre per reial decret, per tant es va convertir en rei i primer ministre de facto. Saüd es veia a si mateix com a primer ministre i rei, i Fàisal desitjava més competències per a ell com a Príncep Hereu i Primer Ministre Adjunt.[6]

## Abdicació
Els membres de la família Saüd estaven preocupats per la prodigalidad i la incapacitat per fer front al desafiament nacionalista de Nasser. La corrupció i l'endarreriment afeblien al règim, i des de Radio el Caire la propaganda anti-saudita podria trobar una audiència receptiva.[7]
Saüd i Fàisal van continuar la seva lluita pel poder fins a 1962, quan Fàisal va formar un gabinet en absència del rei, que havia anat a l'estranger per rebre tractament mèdic. Fàisal va posar al govern als seus germanastres Fahad i Sultan, tots dos aliats seus, excloent del govern als fills de Saüd. Va prometre una reforma de deu punts que incloïa la redacció d'una llei bàsica, la supressió de l'esclavitud i l'establiment d'un consell judicial. Al seu retorn, Saüd va rebutjar el nou acord i va amenaçar de mobilitzar la Guàrdia Real en contra del seu germà. Fàisal va ordenar la mobilització de la Guàrdia Nacional contra el Rei. Amb l'arbitratge dels ulemes, i la pressió dels altres membres de la família reial, Saüd va accedir a abdicar el 28 de març de 1964.[8]
Després de la seva abdicació el seu nom no s'esmenta a Aràbia Saüdita, i nombroses institucions que portaven el seu nom en van rebre un altre. El seu regnat amb prou feines s'esmenta en els llibres d'història i els seus fills van quedar al marge de les posicions de poder, encara que dos d'ells van ser nomenats governadors de províncies menors durant el regnat del rei Fahd.
Saüd es va veure obligat a exiliar-se i es va traslladar a Ginebra, Suïssa, i després a altres ciutats europees. El 1966 Nasser el va convidar a viure a Egipte. Va morir a Atenes el 23 de febrer de 1969 després de sofrir un atac al cor durant la nit. Dos dies abans de la seva mort s'havia sentit malalt i li va demanar al seu metge austríac, Filnger, que l'examinés, però el metge va arribar quan ja s'havia mort. En el matí d'aquest dia, Saüd va realitzar una curta caminada a la platja amb la seva filla Nozhah, prop de l'hotel on vivia Hotel Kavouri. El seu cos va ser traslladat a la Meca i després a Riad, on va ser enterrat al cementiri Alaoud.

## Distincions honorífiques
- Cavaller Gran Cordó del Suprem Orde del Renaixement (Regne Hachemita de Jordània).
- Cavaller Gran Cordó de l'Orde Nacional del Cedre (República Libanesa).
- Membre de Primera Classe de l'Orde del Sol Suprem (Regne de l'Afganistan).
- Cavaller Gran Cordó de l'Orde de Sayyid Muhammad ibn Ali al-Senussi (Regne de Líbia).
- Cavaller de Primera Classe de l'Orde d'Ommayad (República Àrab Siriana).
- Cavaller Gran Creu de l'Orde Imperial del Jou i les Fletxes (01/04/1952).[5]
- Cavaller Gran Collaret de l'Orde del Mèrit Civil (Estat Español, 15/02/1962).[6]